# Norman Rossington
Norman Rossington (24 de diciembre de 1928 - 21 de mayo de 1999) fue un actor cinematográfico y televisivo de nacionalidad británica, conocido principalmente por sus papeles en The Army Game, los filmes de la serie Carry On y la película de The Beatles A Hard Day's Night.

## Primeros años
Nacido en Liverpool, Inglaterra, su padre era dueño de un pub. Rossington se educó en la Sefton Park Elementary School y en el Liverpool Technical College, dejando los estudios a los 14 años de edad. A partir de entonces se ganó la vida como mensajero, mandadero en los muelles de Liverpool, aprendiz de carpintero, etc. 
Rossington hizo el servicio nacional en la RAF. Más adelante fue a una escuela nocturna, y estudió diseño industrial con el fin de hacerse delineante. Sin embargo, su interés por la actuación le llevó a contactar con un grupo de teatro local, formándose Rossington en la Escuela Teatral de la Compañía Bristol Old Vic. Mediada la década de 1950 inició su carrera interpretativa en el Teatro Royal, actuando en obras como El sueño de una noche de verano y Salad Days. Sin embargo, su gran oportunidad llegó en 1957 con el papel del Soldado 'Cupcake' Cook en la popular sitcom The Army Game. Tras tres temporadas, en 1959 dejó la serie, aunque volvió a ser 'Cupcake' en I Only Arsked!.

## Carrera cinematográfica
Su primera actuación cinematográfica tuvo lugar en 1956 en el film Three Men in a Boat. Posteriormente trabajó en Carry On Sergeant, la primera cinta de la serie Carry On, así como en Carry On Nurse (1959) y Carry On Regardless (1961). Rossington también hizo papeles serios en Saint Joan (1957) y en el clásico británico de 1960 Saturday Night and Sunday Morning, en el que trabajaba Albert Finney en su primer papel protagonista. En 1958 actuó en el primero de dos filmes sobre el Titanic, A Night to Remember, trabajando en 1979 en otra producción sobre el naufragio, S.O.S. Titanic.  
En 1962 Rossington hizo un papel sin créditos, el del Cabo Jenkins en Lawrence of Arabia, actuando ese mismo año en El día más largo (1962). Otras películas destacadas en las que actuó fueron Those Magnificent Men in Their Flying Machines (1965), Tobruk (1967) y La última carga (The Charge of the Light Brigade, 1968). En 1972 actuó en El joven Winston.
Rossington fue el único intérprete en actuar tanto en una película de The Beatles, in A Hard Day's Night, como en una de Elvis Presley, Double Trouble.

## Carrera televisiva
Desde los años setenta en adelante, Rossington actuó principalmente en televisión, con papeles en His and Hers, The Wednesday Play, Casanova, Carry On Christmas Specials, Crown Court, Yo, Claudio (1976), Z-Cars, Big Jim and the Figaro Club (1981, en el papel del título de "Big Jim"), Masada (1981), The Bill y Last of the Summer Wine. Sus últimas actuaciones antes de fallecer tuvieron lugar en los shows Heartbeat (1996), Sharpe's Regiment (1996)), y What's a Carry On? (1998).

## Teatro
La carrera teatral de Rossington incluyó un período de tiempo actuando con la Royal Shakespeare Company y en el Metropolitan Opera House de la ciudad de Nueva York. Rossington también actuó en el circuito teatral del West End londinense, con papeles en Peter Pan, My Fair Lady (como Alfred Doolittle), Annie Get Your Gun (como Charlie Davenport), Pickwick, Guys and Dolls (como Nathan Detroit), y en La bella y la bestia. Además fue narrador de la producción infantil The Adventures of Portland Bill.

## Radio
Rossington trabajó también en la radio, volviendo a interpretar en dicho medio el papel de Big Jim en la versión que BBC Radio 4 hizo de Big Jim and the Figaro Club. 

## Vida personal
Norman Rossington, cuyas aficiones eran la carpintería, el esquí, el golf y los idiomas, se casó en dos ocasiones. Su segundo matrimonio, que tuvo lugar el  19 de enero de 1999, fue con Cindy Barnes, y duró unos pocos meses, hasta el fallecimiento del actor, ocurrido en Mánchester a causa de un cáncer.

## Selección de su filmografía
- Saint Joan (1957)
- The Long Haul (1957)
- Strangers' Meeting (1957)
- The One That Got Away (1957)
- A Night to Remember (1958)
- Carry On Sergeant (1958)
- I Only Arsked! (1958)
- Carry On Nurse (1959)
- Objetivo: Banco de Inglaterra (1960)
- Doctor in Love (1960)
- Saturday Night and Sunday Morning (1960)
- No Love for Johnnie (1961)
- Carry On Regardless (1961)
- Go to Blazes (1962)
- Crooks Anonymous (1962)
- El día más largo (1962)
- Lawrence of Arabia (1962)
- Nurse on Wheels (1963)
- A Hard Day's Night (1964)
- The Comedy Man (1964)
- Those Magnificent Men in their Flying Machines (1965)
- Tobruk (1967)
- La última carga (The Charge of the Light Brigade, 1968)
- Negatives (1968)
- Death Line (1972)
- SOS Titanic (1979; TV)
- The Krays (1990)

## Selección de sus papeles televisivos
| Año         | Título           | Papel                |
| ----------- | ---------------- | -------------------- |
| 1957 a 1959 | The Army Game    | Soldado Cupcake Cook |
| 1967        | Hicks and Stokes | Billy Hicks          |
| 1969        | Curry and Chips  | Norman               |
| 1971        | Casanova         | Lorenzo              |